# ك
ك(아랍어: ﻛﺎﻑ, 카프 또는 까프)는 아랍 문자의 스물 두 번째 글자로, 음가는 무성 연구개 파열음 /k/이다. 페르시아어 및 우르두어에서는 ک로 쓴다.
| 글자 모양 | 글자 모양 | 글자 모양 | 글자 모양 |
| 단독형    | 어두형    | 어중형    | 어말형    |
| ﻙ         | ﻛ         | ﻜ         | ﻚ         |
| --------- | --------- | --------- | --------- |